# Sammy Guevara
Samuel Guevara (nacido el 28 de julio de 1993) es un luchador profesional cubano-estadounidense quien ahora está en All Elite Wrestling. También es famoso por su labor con DDT Pro-Wrestling, Lucha Libre AAA Worldwide, Major League Wrestling, Evolve, Lucha Underground y Pro Wrestling Guerrilla. Es el actual campeón heavyweight de war city en el primer reinado. 
Entre sus logros fue 1 vez Campeón Mundial de Peso Crucero de AAA, 1 vez Campeón Mundial en Parejas Mixto de AAA y 3 veces campeón TNT de AEW.

## Carrera

### Circuito independiente (2013-2019)
Guevara hizo su primera aparición en una empresa importante el 5 de enero de 2013 en National Wrestling Alliance, donde perdió ante Erik Shadows. Hizo su debut en Pro Wrestling Guerrilla en el torneo de Battle of Los Angeles 2017. Guevara eliminó a Joey Janela para avanzar en la primera ronda, pero fue eliminado en los cuartos de final por Jeff Cobb. En el evento de Bask his Glory, Guevara se enfrentó a WALTER por el Campeonato Mundial de PWG en el evento principal por el título, pero fue derrotado.
Guevara apareció en la cuarta temporada Lucha Underground como parte de Infamous Inc. Al final de la temporada, Guevara se alió con XO Lishus e Ivelisse para enfrentarse a los Campeones de Tercias de Lucha Underground Tribe Tribe y The Rabbit Tribe en Ultima Lucha Cuatro.

### Major League Wrestling (2017-2019)
El 7 de diciembre de 2017, Guevara hizo su debut en Major League Wrestling (MLW), derrotando a Jason Cade. Hizo varias apariciones en Major League Wrestling en 2018, incluida en el debut de Rush en MLW. Lo reservaron para Superfight del 2 de febrero de 2019, sin embargo, él mismo hizo doble reserva, por lo que debido a eso y al problema de MLW con un combate que tuvo con Fred Yehi, MLW decidió terminar su relación de trabajo con Guevara.

### Lucha Libre AAA Worldwide (2018-2019)
El 3 de junio de 2018, Guevara hizo su debut en la empresa mexicana Lucha Libre AAA Worldwide en Verano de Escándalo en un Fatal Six-Way Match que ganó Aero Star. Otros competidores en la lucha fueron Drago, Darby Allin, Australian Suicide y Golden Magic.
El 25 de agosto en Triplemanía XXVI, Guevara logró derrotar a Australian Suicide, ACH y Shane Strickland ganándole el Campeonato Mundial de Peso Crucero de AAA por primera vez en carrera. El 7 de septiembre en Cancún, Guevara hizo equipo con  Laredo Kid cayendo derrotados ante Golden Magic y Jack Evans. El 9 de septiembre en la Riviera Maya, Guevara hizo equipo con Golden Magic y Laredo Kid derrotando al Nuevo Poder del Norte (Carta Brava Jr., Mocho Cota Jr. & Tito Santana).
El 16 de febrero en Morelia, Guevara perdió el Campeonato Mundial de Peso Crucero de AAA ante Laredo Kid en su primera defensa terminando así su reinado de 175 días.
El 16 de marzo en Rey de Reyes, Guevara participó en el torneo de Rey de Reyes quien fue eliminado por Laredo Kid.
El 3 de agosto en Triplemanía XXVII, Guevara junto con Scarlett Bordeaux compitieron por el Campeonato Mundial en Parejas Mixto de AAA contra el Australian Suicide y Vanilla Vargas, Niño Hamburguesa y Big Mami y Lady Maravilla y Villano III Jr., donde fueron coronados como nuevos campeones.

### All Elite Wrestling (2019-presente)

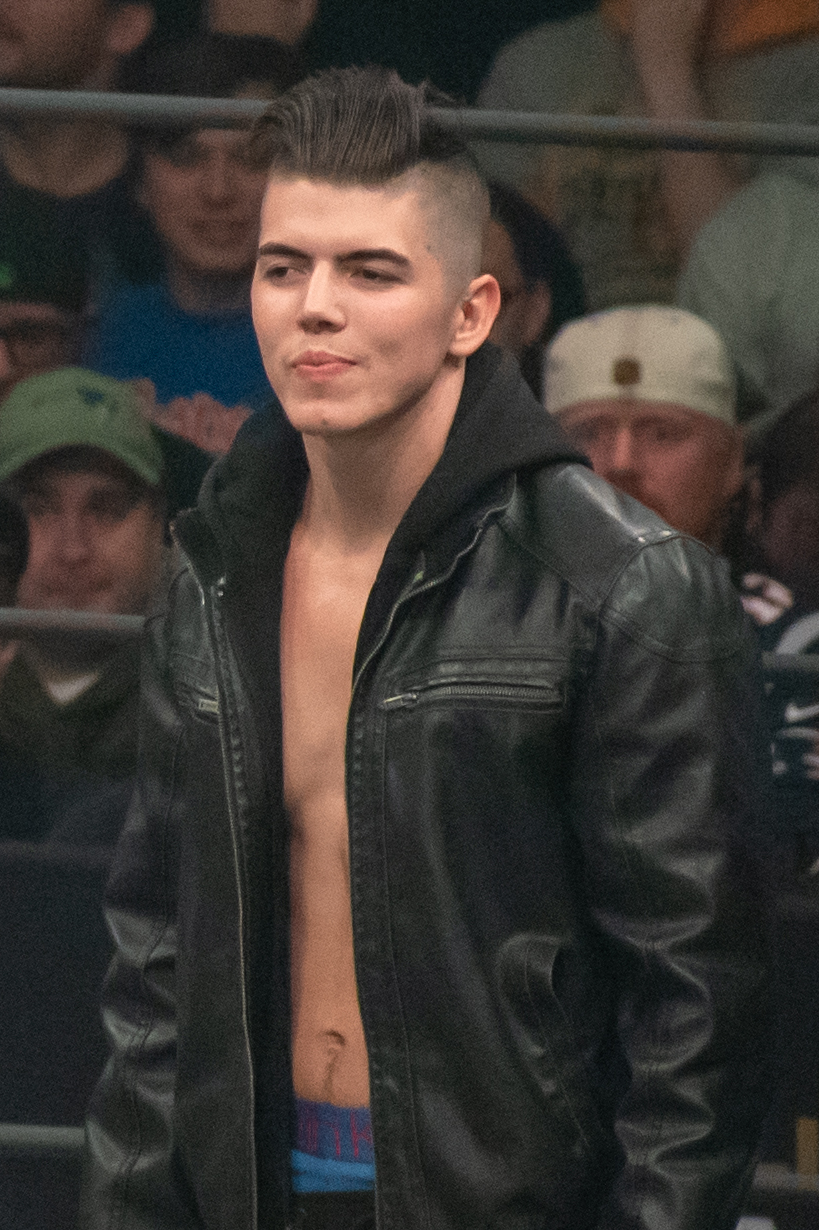
Guevara en 2019.

El 7 de febrero de 2019, Guevara se unió a la empresa All Elite Wrestling (AEW).  El 25 de mayo, Guevara debutó en el inaugural evento de Double or Nothing en el pre-show cayendo derrotado ante Kip Sabian. El 13 de julio, Guevara apareció en el evento de Fight for the Fallen haciendo equipo con MJF y Shawn Spears quienes derrotaron a Darby Allin, Jimmy Havoc & Joey Janela. El 2 de octubre en el primer episodio de Dynamite, Guevara cayó derrotado por Cody.
En el primer episodio de Dynamite el 2 de octubre, Guevara cambio a heel cuando ayudó al Campeón Mundial de AEW Chris Jericho, Jake Hager, Santana y Ortiz a atacar a Cody y The Young Bucks, creando un grupo que se conocería como "The Inner Circle". Más tarde esa noche, Jericho dijo que Guevara parecía un "Spanish God". Pronto, ese se convirtió en su apodo. Guevara comenzaría una rivalidad con Darby Allin antes del 2020, mientras ayuda a Jericho en sus rivalidades y defensas del campeonato. El 29 de febrero de 2020 en Revolution, Guevara fue derrotado por Allin. Allin lo derrotó nuevamente en la primera ronda del torneo inaugural del Campeonato TNT de AEW el mes siguiente. El 23 de mayo en Double or Nothing, The Inner Circle se enfrentó a Matt Hardy y The Elite (Adam Page, Kenny Omega y The Young Bucks) en un partido de Stadium Stampede, pero no tuvieron éxito en ganar.
El 22 de junio de 2020, AEW reveló que habían suspendido a Guevara indefinidamente, después de que se reveló que Guevara había hecho varios comentarios y bromas inapropiados sobre la violación con respecto a la luchadora de la WWE Sasha Banks en un programa de radio de lucha libre en 2016. Las condiciones de la suspensión de Guevara son  que se le requerirá que asista a un entrenamiento de sensibilidad, y su pago semanal será donado a refugios para mujeres en Jacksonville, Florida, durante el curso de su suspensión.
Después de que fuera derrotado por Matt Hardy en un Broken Rules en All Out, Hardy se tomó un tiempo libre hasta que fue autorizado a regresar, debido a una lesión sufrida durante el combate. Se reunió con Private Party (Isiah Kassidy y Marq Quen) como su manager, pero fue atacado entre bastidores antes de su combate en el episodio del 16 de septiembre de Dynamite.  El atacante se reveló más tarde como Guevara y se anunció el combate "The Elite Deletion", que tendrá lugar en The Hardy Compound en Cameron, Carolina del Norte.
En Full Gear, MJF y Wardlow se convirtieron en los nuevos compañeros de equipo de Guevara en The Inner Circle después de que MJF derrotara a Jericho. El 10 de febrero de 2021 en Dynamite, luego de semanas de creciente tensión entre los dos, Guevara atacó a MJF luego de una confrontación entre bastidores que le provocó a MJF una lesión en la costilla de kayfabe. Más adelante en el episodio, Guevara anunció su salida de The Inner Circle.

## Vida personal
Guevara mantuvo una relación con su novia de años Pam Vizio. Durante el episodio de Dynamite del 18 de agosto de 2021 se comprometieron en matrimonio, finalizando la relación 4 meses después, el 18 de diciembre.
Desde inicios de diciembre de 2021, inicio una relación amorosa con la luchadora brasileña, Tay Conti.
El 2 de junio de 2022, se comprometieron en matrimonio. El 7 de agosto de 2022 contrajeron matrimonio.
Durante la transmisión en vivo del evento de All Elite Wrestling AEW Double or Nothing en el cual el estaba disputando el Campeonato mundial de AEW, el 28 de mayo del 2023, Guevara y su esposa Tay Melo, anunciaron que están esperando a su primer hijo, confirmado en sus redes sociales.
El 28 de noviembre del 2023, dieron la bienvenida a su hija, Luna Guevara Melo.

## En lucha
- Movimientos finales
  - 630° senton
  - Argentine backbreaker rack knee lift
  - Shooting star press

- Apodos
  - "The Spanish God"

## Campeonatos y logros
- All Elite Wrestling
  - AEW TNT Championship (3 veces)
  - Dynamite Award (2 veces)
    - "Bleacher Report PPV Moment of the Year" (2020) – Stadium Stampede match (The Elite vs. The Inner Circle) – Double or Nothing (May 23)
    - Breakout Star - Male (2022)

- Adrenaline Pro Wrestling
  - APW Gladiator Championship (1 vez, actual)[27]

- Smash Mouth Wrestling
  - Bull Of The Woods Championship (1 vez)

- Inspire Pro Wrestling
  - Inspire Pro Junior Crown Championship (2 veces)
  - Inspire Pro Pure Prestige Championship (1 vez)

- Lucha Libre AAA Worldwide
  - Campeonato Mundial de Peso Crucero de AAA (1 vez)
  - Campeonato Mundial en Parejas Mixto de AAA (1 vez) – con Tay Conti

- Pro Wrestling Federation of Pakistan
  - PWFP Ultimate Championship (1 vez, actual)

- Ring of Honor
  - ROH World Tag Team Championship (1 vez, actual) - con Dustin Rhodes

- River City Wrestling
  - RCW International Championship (2x)
  - RCW Phoenix Championship (2x)

- WrestleCircus
  - WC Ringmaster Championship (1 vez)
  - WC Sideshow Championship (1 vez)

- Wrestling Association of Reynosa City
  - WAR City Heavyweight Championship (1 vez, actual)

- Xtreme Wrestling Alliance
  - XWA Heavyweight Championship (1 vez)
  - Xtreme Rumble Winner (2019)

- Pro Wrestling Illustrated
  - Situado en el Nº422 en los PWI 500 de 2016[28]
  - Situado en el Nº375 en los PWI 500 de 2017[29]
  - Situado en el Nº463 en los PWI 500 de 2018[30]
  - Situado en el Nº381 en los PWI 500 de 2019[31]
  - Situado en el N°61 en los PWI 500 de 2020
  - Situado en el N°66 en los PWI 500 de 2021

- Wrestling Observer Newsletter
  - Lucha 5 estrellas (2022) vs. Cody Rhodes en AEW Dynamite #121 Beach Break el 26 de enero